# Listă de matematicieni români
Această pagină conține o listă de matematicieni români notabili.

## A
- Ernest Abason   (1897 - 1942)
- Nicolae Abramescu  (1884 - 1947)
- Valeriu Alaci   (1884 - 1955)
- Titu Andreescu[1]
- Cabiria Andreian Cazacu
- Aurel Angelescu  (1886 - 1938)
- Theodor Angheluță (1882 - 1964)
- Mihai Anițescu (Argonne National Laboratory)
- Marian Aprodu (n. 1970)
- Emanoil Arghiriade (1903 - 1969)

## B
- Emanoil Bacaloglu (1830 - 1891)
- Viorel P. Barbu (n. 1941)
- Dan Barbilian (1895 - 1961)
- Radu Bădescu (n. 1904)
- Mihail Benado (n. 1920)
- Nicu Boboc (n. 1933)
- Constantin P. Bogdan
- Nicolae Botea
- Mihai Botez
- Mihail Ștefan Botez
- Neculai Ștefan Botez (1843 - 1920)
- Gheorghe Bratu
- Dan Brânzei
- Daniel Breaz[2]
- Gheorghe Buicliu

## C
- Gheorghe Călugăreanu  (1902 - 1976)
- Zoia Ceaușescu
- Nicolae Ciorănescu (1903 - 1957)
- George Ciucu (1927 - 1990)
- Florica T. Câmpan
- Alexandru Climescu
- Florian Colceag [3]
- Ion Colojoară
- Mihnea Colțoiu
- Cezar Coșniță
- Ion L. Creangă
- Silvia Creangă
- Nicolae Dan Cristescu
- Romulus Cristescu
- Vasile Cristescu
- Ioan Cuculescu
- Neculai Culianu (1832 - 1915)
- Petru N. Culianu (1870 - 1951)[4]

## D
- Anton Davidoglu (1876 - 1958)
- Aristide Deleanu
- Nicolae Dinculeanu
- Andrei Dobrescu (n. 1908)
- Lazăr Dragoș (1930 - 2009)
- Constantin Drâmbă (1907 - 1997)
- Dorel Duca (n. 1948)

## E
- Ion P. Elianu
- David Emmanuel  (1854 - 1941)

## F
- Alexandru Froda
- Mihail Focșăneanu (1905 - 1972)
- Ciprian Foiaș

## G
- Gheorghe Galbură (n. 1916)
- Tudor Ganea (1922 – 1971)
- Grigore Gheba (1912 - 2004)
- Dan Andrei Geba[5]
- Gheorghe Gheorghiev (1907 - 1999)
- Octavian Gheorghiu (1921 - 1979)
- Gheorghe Th. Gheorghiu (1908 - 1979)
- Șerban Gheorghiu (1896 - 1957)
- Mihail Ghermănescu (1899 - 1962)
- Alexandru Ghika (1902 - 1964)
- Ion Th. Grigore (1907 - 1990)

## H
- Adolf Haimovici
- Mendel Haimovici  (1906 - 1973)
- Aristide Halanay  (1924 - 1997)
- Spiru Haret (1851-1912)
- Dan Hulubei

## I
- Caius Iacob  (1912 - 1992)
- Andrei Ioachimescu
- Dumitru V. Ionescu  (1901 - 1985)
- Cassius T. Ionescu Tulcea
- Ion Ionescu  (1870-1946)
- Gheorghe Iuga

## J
- Martin Jurchescu (1927-1996)

## L
- Traian Lalescu          (1882-1929)
- George Lusztig

## M
- Dumitru Mangeron
- Valentin Manzur
- Froim Marcus
- Solomon Marcus
- Victor Marian
- Gheorghe Marinescu (1919 - ? )
- Octav Mayer (1895 - 1966)
- Nicolae N. Mihăileanu
- Eugen Gh. Mihăilescu
- Preda Mihăilescu
- Tiberiu Mihăilescu
- Gheorghe Mihoc           (1906 - 1981 )
- Radu Miron
- Petru Mocanu
- Gheorghe Moroșanu
- Vera Myller-Lebedev
- Grigore Moisil           (1906 - 1973)
- Alexandru Myller         (1879 - 1965)
- Vera Myller (1880 - 1970)

## N
- Constantin Năstăsescu
- Dan Negruț -- University of Wisconsin
- Gheorghe Nichifor
- Constantin I. Nicolau
- Alexandru V. Nicolescu
- Miron Nicolescu  (1903 - 1975)

## O
- Octav Onicescu (1892 - 1983)
- Octavian Gilescu (1891 - 1917)

## P
- Alexandru Pantazi (1896 - 1948)
- Ștefan Papadima (1953 - )
- Ștefan Petrescu
- Gheorghe Pic
- Gheorghe Pitiș
- Valentin Poénaru
- Dimitrie Pompeiu (1873 - 1954 )
- Ilie Popa
- Nicolae Popescu (1937 - )
- Tiberiu Popoviciu   (1906 - 1975)
- Constantin Popovici

## R
- Aurel Rășcanu (n. 1950)
- Radu Roșca (1908 - 2005)

## S
- Simion Sanielevici (1870 - 1963)
- Petre Sergescu  (1893 - 1954)
- Florentin Smarandache
- Dimitrie D. Stancu
- Simion Stoilow (1887 - 1961)
- Bogdan Suceavă (n. 1969)
- Gabriel Sudan

## Ș
- Octavian Stănășilă (1939 - 2020)

## T
- Paul Tanco (1843 - 1916)
- Nicolae Teodorescu  (1908 - 2000)
- Daniel Tătaru

## Ț
- Grigore Țâra (n. 1943)
- Ovidiu N. Țino
- Gheorghe Țițeica       (1873 - 1939)

## U
- Constantin Udriste (n.1940)

## V
- Ion Văduva
- Victor Vâlcovici  (1885 - 1970)
- Florin Vasilescu
- Dan-Virgil Voiculescu
- Gheorghe Vrânceanu  (1900 -  1979)

## Z
- Gheorghe Zapan
- Cătălin Zara (n. 1969)

## Legături externe
- Matematicieni români de pretutindeni Arhivat în 9 august 2017, la Wayback Machine., Societatea Română de Matematică Aplicată și Industrială, 2006, romai.ro